# Sicyos lirae
Sicyos lirae là một loài thực vật có hoa trong họ Cucurbitaceae. Loài này được Rodríguez-Arévalo mô tả khoa học đầu tiên năm 2003.